# زبان فارسی نو
زبان فارسی نو یا   فارسی نوین (همچنین با نام‌های فارسی دری یا دَری در افغانستان و فارسی تاجیکی یا تاجیکی در تاجیکستان) گویش امروزینِ زبان فارسی است که از سَده‌های دوم یا سوم میلادی تاکنون در ایران بزرگ و حوزه‌های فرهنگی-تمدنی آن صحبت می‌شود. فارسی نو از لحاظ زمانی-ادبی به‌طور معمول به سه دورانِ فارسیِ نویِ نخستین (سده ۱ یا ۲ خورشیدی)، فارسیِ نویِ کلاسیک (سده ۳ تا ۱۱ خورشیدی) و فارسیِ نویِ معاصر (سده ۱۲ خورشیدی تاکنون) تقسیم می‌شود.
کاربرد این زبان از سدهٔ دهم میلادی به بعد به‌طور گسترده در نوشته‌های عربی (همچون استخری، ص۳۱۴؛ مقدسی، ص۳۳۵؛ ابن حوقل، ص۴۹۰) و فارسی تصدیق شده‌است. در منابع دوران اسلامی، نام زبان فارسی را «فارسی دری» نیز نوشته‌اند و تمامی آن‌ها نشان می‌دهد که «فارسی دری» یک نوع گویش از فارسی است. زبان فارسی نو، که اغلب در دوران اسلامی با نام فارسی دری از آن یاد شده دنباله زبان فارسی میانه است که، زبان رسمی و ادبی ایران ساسانی بوده. زبان فارسی میانه، خود نیز دنبالهٔ زبان فارسی باستان بوده و وضعیتی متفاوت از باقی زبان‌ها و گویش‌های ایرانی دوران باستان، مانند اوستایی، سغدی و همچنین زبان‌های ایرانی امروزی، مانند زبان کردی، زبان پشتو و دیگر گویش‌های ایرانی دارد. زبان‌های فارسی میانه و فارسی نو در سه حوزهٔ نفوذ تاریخی‌شان، در واقع یک زبان هستند که ریشهٔ آن از مردم و سرزمین پارس بوده و امروزه به سبب ویژگی‌ها و تفاوت‌های گفتاری قدری تمایز یافته‌اند، به‌طوری‌که هنوز غالب شدن آن بر مناطق جنوب‌غربی و شرقی ایران قابل تشخیص است. گاهی در ادبیات فارسی نو، فارسی و گویشوران آن را تاجیک نامیده‌اند. زبان فارسی جدید، نسخهٔ دگرگون شده زبان فارسی میانه (پهلوی) است، که ابتدا در پارس سپس در سیستان، خراسان و در بخشی از آسیای میانه (تا منطقهٔ ماوراءالنهر مانند ازبکستان و تاجیکستان) و غرب آسیا گسترش یافت

## تاریخچهٔ نام
در متون تاریخی، واژگانی مانند پهلوی، فهلوی، پهلوانی، فارسی، پارسی و دری به‌جای یکدیگر به‌کار رفته‌اند. باید دانست که مفهوم و چیستیِ زبان‌هایی که این واژگان به آنان اطلاق شده‌اند دچار تحول بوده‌است. دو واژهٔ پهلوی و پهلوانی در نوشته‌های نخستین به زبان پارتی اطلاق می‌شده‌اند که در طول زمان به فارسی میانه اطلاق شده‌اند. هماهنگ با این تحول، واژهٔ فارسی و پارسی نیز در ابتدا به فارسی میانه اطلاق می‌شده‌اند اما در طول زمان با آنچه زبان دری نامیده می‌شد، یکسان دانسته‌شده‌اند. البته این به معنای عدمِ ارتباطِ زبان‌شناسانهٔ فارسی نو با فارسی میانه نیست. فارسی نو در اساس بر گویش‌های جنوب غربی ایران (مانند فارسی میانه) استوار است که به‌دلیل گستردگی، با گویش‌های دیگری مانند پارتی و سغدی و … یا همچنین با عربی و تُرکی نیز آمیزش داشته‌است.
نخستین اشاره‌ها به واژهٔ دری در آثار ابن مقفع، حمزه اصفهانی، ابن ندیم و یاقوت حموی دیده می‌شوند. این اشارات دربارهٔ گویش منطقه پارس در دوره پایانی شاهنشاهی ساسانیان بوده‌اند. بنابر گزارش ابن مقفع، پارسی، زبان موبدان و دانشمندان و اهالی پارس بوده‌است و منظور، پارسی میانه بوده که براساس سنت ادبی به پهلوی نیز شهرت یافته‌بوده. دری، زبان شهرهای مدائن، دادگاه سلطنتی ساسانیان و دربار تیسفون ساسانیان بوده‌است. در میان مردم خراسان، گویش مردم بلخ، غالب بوده‌است. دری در بخش‌های شرقی امپراتوری ساسانیان یعنی خراسان رواج داشته تا جایی که در دوره ساسانیان تدریجا زبان پارسی به زبان پارتی پیوند خورده و هیچ گویشی بجز پارسی در خراسان باقی نمانده‌است. بدین ترتیب دری یک شکل از زبان پارسی که گویش معمول پارس بوده، می‌باشد.بنابر گزارش مقدسی، دری، گویش صاحب منصبانِ بخارا بوده‌است. پژوهشگران بر این باورند که دری زبان رسمی و اداری و دیوانی شاهنشاهی ساسانی بوده و توسط صاحب منصبان ساسانی در شرق ایران گسترش یافته و به زبان صاحب منصبانِ خراسان قدیم تبدیل شده‌است. آثار ابن مقفع نشان‌گر گسترش دری به سوی شرق بوده‌است.
پس از تازش عرب‌ها تا زمان یعقوب لیث، زبان رسمی حکمرانانی که بر ایران‌زمین حکومت می‌کردند، زبان عربی بود. در این دوران سختگیری‌های فراوانی از سوی حکمرانان برای به‌کار بردن زبان پارسی وجود داشت. یعقوب لیث نخستین کسی بود که زبان پارسی را ۲۰۰ سال پس از ورود اسلام به ایران، به‌عنوان زبان رسمی ایران اعلام کرد و پس از آن دیگر کسی حق نداشت در دربار او به زبانی غیر از پارسی سخن بگوید.

دکتر محسن ابوالقاسمی در کتاب «تاریخ زبان پارسی» آورده‌است:
«در سال ۲۵۴ هجری، یعقوب لیث صفار، دولت مستقل ایران را در شهر زرنج سیستان تأسیس کرد و زبان پارسی دری را زبان رسمی کرد که این رسمیت تاکنون ادامه دارد.»
در زبان فارسی از هر دو عنوان «پارسی» و «دری» و گاه «پارسی دری» برای زبان فارسی امروزی استفاده می‌کنند. در ادبیات پارسی هم واژهٔ پارسی و دری را به یک معنا به‌کار برده‌اند. برای نمونه، بیت معروف از ناصر خسرو قبادیانی، که مداحی شعرا و اشعار عنصری در وصف سلطان محمود غزنوی را نکوهش می‌کند:
| من آنم که در پای خوکان نریزم |
| مر این قیمتی دُرّ لفظ دری را   |

و در جای دیگر به دو دیوان خود به دو زبان پارسی و تازی اشاره می‌کند:
| بخوان هر دو دیوانِ من تا ببینی |
| یکی گشته با عنصری بُحتری را    |
| اشعار به پارسیّ و تازی         |
| برخوان و بدار یادگارم         |

محمد ابن هندوشاه تبریزی در واژه‌نامهٔ فارسیِ خود با نام صحاح‌الفرس می‌نویسد: «دَری که همان زبان پارسی است.»
ابن سینا در مقدمهٔ دانشنامه علایی خود می‌نویسد: «زندگانیش دراز باد و بخت پیروز، پادشاهیش برافزون. آمد به من بنده و خادم درگاه وی، که یافته امان در خدمت وی. همهٔ کام‌های خویش، از ایمنی و بزرگی و شکوه و کفایت و پرداختن به علم و نزدیک داشتن، که باید مر خادمانِ مجلس وی را کتابی تصنیف کنیم به پارسی دری.»
قاضی بیضاوی، تاریخ‌نویس زمان ایلخانیان در مقدمهٔ کتاب تاریخش می‌نویسد: «این کتاب را از تواریخ معتبر فراهم آوردم نظام التواریخ نام کردم چه در آن سلسله حکام و ملوک ایران که طول آن از فرات است تا جیحون، از دیار عرب تا حدود خجند چنان‌که یادکرده می‌آید… و به زبان فارسی ساختم تا فواید آن عام‌تر باشد.»
حافظ می‌سراید:

همچنین در جایی دیگر:

باز هم درجایی دیگر:
حکیم مَیسَری در دیباچهٔ کتاب دانشنامهٔ پزشکی خود، تصمیم می‌گیرد که پارسی بنویسند و نه تازی؛ و این اشعار را در این مورد سروده‌است:
| بگویم تازی ار نه پارسی نغز   |
| ز هر در من بگویم مایه و مغز  |
| وُ پس گفتم زمینِ ماست ایران    |
| که بیش از مردمانش پارسی‌دان   |
| وُگر تازی کنم نیکو نباشد      |
| که هر کس را از او نیرو نباشد |
| دری گویمش تا هرکس بداند      |
| وُ هرکس بر زبانش بر، براند    |

بنابر نظر المقدسی و المسعودی، پارسی دری یک نوع از پارسی است. المقدسی نیز ایران را به هشت بخش تقسیم کرده‌است و آذربایجان را از اقالیم ایران (عجم) می‌شمرد و در رابطه با این ناحیه می‌نویسد: «زبان این اقالیم هشتگانهٔ ایرانی (عجمی) جز اینکه برخی از آن‌ها دری و بعضی لهجه‌های پیچیده و همهٔ آن‌ها پارسی خوانده می‌شوند».
عرفی شیرازی زبان شعرش را فارسی می‌داند:
ابو الحسن مسعودی در التنبیه و الاشراف می‌نویسد: «پارسیان قومی بودند که قلمروشان دیار جبال بود از ماهات و غیره و آذربایجان تا مجاور ارمنیه و اران و بیلقان تا دربند که باب و ابواب است و ری و طبرستان و مسقط و شابران و گرگان و ابرشهر که نیشابور است و هرات و مرو و دیگر ولایت‌های خراسان و سیستان و کرمان و پارس و اهواز با دیگر سرزمین عجمان که در وقت حاضر به این ولایت‌ها پیوسته‌است، همهٔ این ولایت‌ها یک مملکت بود، پادشاه‌اش یکی بود و زبان‌اش یکی بود، فقط در بعضی کلمات تفاوت داشتند، زیرا وقتی حروفی که زبان را بدان می‌نویسند یکی باشد، زبان یکی است وگر چه در چیزهای دیگر تفاوت داشته باشد، چون پهلوی و دری و آذری و دیگر زبان‌های پارسی.».شیخ بهایی، شعرِ «این سخن شیر است در پستان جان» از عارف رومی را، فارسی دانسته.در شاهنامه، نام این زبان «پارسی دری» نوشته شده‌است (و خوانش «پارسی» و «دری» اشتباه است). (این بخش مربوط به اشعار رودکی و ترجمهٔ کلیله و دمنه است که به یک زبان انجام شده‌است. هر چند آن بیت را می‌توان تأکید بیشتر دانست زیرا بنابر اسناد فوق، دری یک نوع از پارسی هست که از پارسی میانه در خراسان تحول یافت)جاحظ در البیان و تبیان می‌نویسد:
فصیح‌ترینِ ایرانیان (فُرس) اهالی فارس هستند و بهترین‌ها در آسانیِ گفتار و فهم، مردم مَرو هستند و فصیح‌ترینشان به فارسی دری سخن می‌گوید و اهالی اهواز که به پهلوی (فارسی میانه) سخن می‌گویند.
دیگر اشاره‌ها به نام فارسی یا پارسی:
سنایی:
| گداخت مایهٔ صبرم ز بانگ شکر لفظت  |
| گه عتاب نمودن به پارسی و به تازی |

مولوی:
| مسلمانان مسلمانان زبان پارسی گویم      |
| که نبود شرط در جمعی شکرخوردن به تنهایی |

مولوی در مجالس سبعه هنگامی که حدیث امام علی را به فارسی ترجمه می‌کند، ترجمه‌اش را ترجمهٔ پارسی می‌خواند.
فرزند مولوی (سلطان ولد):
| لیک از پارسی گوی و از تازی  |
| چونکه در هر دو خوش همی تازی |

باز فرزند مولوی:
| پارسی گو که جمله دریابند     |
| گرچه زین غافلاند و در خوابند |

شمس تبریزی نیز در مقالات می‌گوید:
زبان پارسی را چه شده‌است؟ بدین لطیفی و خوبی، که آن معانی و لطافت که در زبان پارسی آمده‌است و در تازی نیامده‌است.
عطار نیشابوری:
سعدی:
| چو آب می‌رود این پارسی به قوّتِ طبع |
| نه مَرکبی‌ست که از وی سَبَق بَرَد تازی |

امیرعلیشیر نوایی:
ناصرالدین‌شاه قاجار پیرامون ماجرای مراسمِ سلام تخت مرمر در عید قربان خاطره‌ای می‌نویسد که:
حرف زدیم با جهان‌سوزمیرزا دیدیم ترکی جواب می‌دهد. ما فارسی می‌گفتیم او ترکی جواب می‌داد.

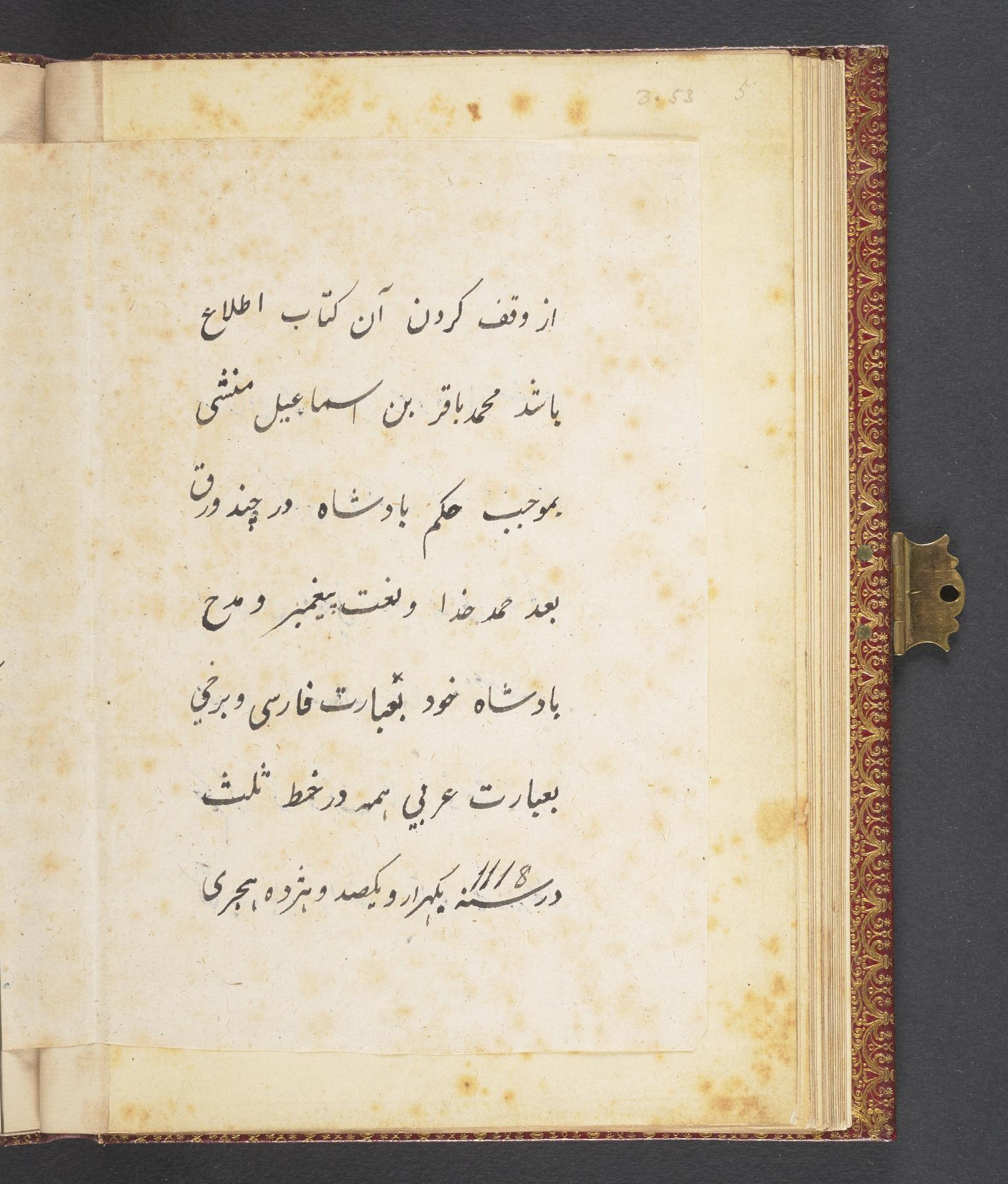
برگی از وقف‌نامهٔ شاه‌سلطان‌حسین صفوی که از "اوراقی به فارسی" یاد کرده‌است.

## وام‌واژه‌های عربی
فارسی نو شمار بالایی وام‌واژه عربی درون خود دارد. بنابر دانشنامه ایرانیکا، از بین ۲۰ هزار واژه رایج و مورد استفاده در فارسی امروزی، به‌طور تقریبی ۸ هزار واژه، یعنی چیزی حدود ۴۰ درصد را وام‌واژه‌های عربی تشکیل می‌دهند. وام‌واژه‌های عربی بنابر دانشنامه بریتانیکا، نزدیک به نیمی از کل واژه‌های فارسی نو را شامل می‌شوند. فرهنگ لغت اسلام آکسفورد، درصد این وام‌واژه‌ها را ۷۰ درصد اعلام‌کرده است.

## واژه‌شماری در اشعار پارسی‌سُرایان
شمارِ واژگان مربوطه در نوشته‌های فارسی بدین شکل است. این فهرست قابل گسترش می‌باشد.
| نام شاعر             | سده میلادی          | ایران | توران | پارسی | فارسی معرب | دری                | خراسان بزرگ | پهلوی یا پارسی میانه |
| رودکی                | نهم و دهم           | ۱     |       |       |            |                    | ۶           |                      |
| فرخی سیستانی         | نهم و دهم           | ۱۶    | ۱     | ۱۵    |            |                    | ۱۰          | ۱                    |
| ابوسعید ابوالخیر     | دهم                 | ۱     |       |       |            |                    | ۲           |                      |
| فردوسی               | دهم و یازدهم        | ۸۰۰ + | ۱۵۰ + | ۱۰۰+  |            | ۲                  | ۲۵          | ۲۹                   |
| اسدی طوسی            | یازدهم              | ۵۱    | ۵     | ۱     |            | ۱ لغت فُرس          |             |                      |
| مسعود سعد سلمان      | یازدهم              | ۲۳    | ۲     | ۱۹    |            | نظم و نثر دری      | ۱۳          |                      |
| منوچهری دامغانی      | یازدهم              | ۵     | ۳     | ۴     |            |                    |             |                      |
| فخرالدین اسعد گرگانی | یازدهم              | ۱۵    | ۱۰    | ۱۲    | ۲          | ۱                  | ۲۸          | ۳                    |
| ناصرخسرو             | یازدهم              | ۱     | ۱     | ۱۹    |            | ۲                  | ۷۹          | ۲                    |
| سنایی                | یازدهم و دوازدهم    | ۱۱    | ۱     | ۱۴    |            |                    | ۱۳          |                      |
| مهستی گنجوی          | یازدهم و دوازدهم    |       |       | ۱     |            |                    | ۱           |                      |
| انوری                | دوازدهم             | ۱۳    | ۳     | ۲     |            | ۱                  | ۲۰          |                      |
| خاقانی               | دوازدهم             | ۲     | ۱     | ۴     | ۱          | ۱+ ۱دری نظم        | ۴۰          | ۱۸۰                  |
| نظامی گنجوی          | دوازدهم             | ۳۷    | ۲     | ۱۲    |            | ۲+ ۱ نظم و نثر دری | ۲۵          | ۶                    |
| امیرخسرو دهلوی       | سیزدهم و چهاردهم    | ۲     | ۷     | ۶     |            |                    | ۱۳          |                      |
| سعدی                 | سیزدهم              | ۱     | ۱     | ۶+    |            |                    | ۷           |                      |
| مولوی                | سیزدهم و چهاردهم    | ۱     | ۱     | ۲۹    |            |                    | ۶           |                      |
| حافظ                 | چهاردهم             |       | ۶     | ۹     |            | ۱+ ۱ نظم دری       |             |                      |
| عبید زاکانی          | چهاردهم             | ۱     | ۱     | ۴     |            |                    | ۱           |                      |
| محتشم کاشانی         | شانزدهم             | ۱۲    | ۹     | ۳     |            |                    | ۴           |                      |
| صائب تبریزی          | هفدهم               | ۱۰    | ۷     | ۳     |            |                    | ۵           |                      |
| اقبال لاهوری         | نوزدهم-فوت شده ۱۹۳۸ | ۱۹    | ۴     | ۳     |            | ۱ طرز دری۱         |             |                      |
| پروین اعتصامی        | نوزدهم/فوت شده ۱۹۴۱ | ۲     |       |       |            |                    |             |                      |
| [در مجموع/ بار]      |                     | ۱۰۱۳  | ۲۱۴   | ۲۷۰   | ۳          | ۱۷                 | ۲۸۴         | ۲۲۱ منابع            |

پیرامون نامیدن دری باید گفت که پیش از صفت پارسی، نظم و نثر دری گفته شده‌است؛ بدین معنی که دری یک شیوهٔ ادبی نظمی و نثری بوده‌باشد. مسعود سعد سلمان، خاقانی، نظامی، حافظ و اقبال لاهوری از نظم یا نثر دری و طرز گفتار دری یاد کرده‌اند و نه از زبان دری.

## در افغانستان
در نگارش‌های رسمی دولتی افغانستان از زبان پارسی با نام زبان دری یاد می‌شود، ولی مردم افغانستان در زبان گفتاری، زبان خود را با نام فارسی می‌شناسند. اسنادی وجود دارند که نشان می‌دهند این زبان در افغانستانِ معاصر هم «فارسی» نامیده می‌شده‌ اما نام این را به‌طور رسمی در سال ۱۹۶۴ میلادی، در جهت جداسازی ظاهری پارسیان افغانستان، تاجیک‌های جغرافیای شوروی و ایران، از «فارسی» به «دری» تغییر دادند که به معنی «زبان درباری» است. پارسی دری و پشتو در افغانستان دو زبان رسمی در کل کشور هستند.در برآورد جدیدی که در سال ۲۰۱۷ سازمان سیا به صورت پیمایشی انجام داده‌است و از شهروندان دو زبان اول را مورد پرسش قرار داده‌است، زبان پارسی به عنوان زبان مادری و زبان رابط مورد استفاده ۷۷ درصد مردم معرفی شده‌است. همچنین زبان پشتو ۴۸ درصد، زبان ازبکی ۱۱ درصد، زبان انگلیسی ۶ درصد، زبان ترکمنی ۳ درصد، زبان اردو ۳ درصد، زبان پشه ای ۱ درصد، زبان نورستانی ۱ درصد، زبان عربی ۱ درصد و زبان بلوچی ۱ درصد اعلام شده‌است. طبیعی است که مجموع درصدهای ذکر شده از ۱۰۰ بیش تر می‌باشد زیرا مناطق زیادی در افغانستان دو زبانه هستند

## گویش بهدینان (زبان دری زرتشتی)
گویش بهدینان که به دری زرتشتی یا گبری نیز مشهور است زبان ویژه زرتشتیان ایران است که این اقلیت در استان‌های یزد و کرمان به‌آن سخن می‌گویند. زبان دری یک زبان هندوایرانی است و از شاخه زبان‌های ایرانی شمال‌غربی به‌شمار می‌رود. این زبان با زبان‌های مرکزی ایرانی و سورانی نزدیکی دارد.

## پاورقی‌ها
1. ↑  در واقع، دو نامِ «دری» و «فارسی دری» از نام‌های تاریخی این زبان هم هستند (بنگرید به بخشِ «تاریخچهٔ نام» در همین مقاله) و در گفتارهای آکادمیک‌ترِ ایران و دیگرجاها هم به کار می‌روند